# Thamnophis sirtalis
Thamnophis sirtalis és una espècie de rèptil ovovivípar inofensiu de la família Colubridae. Habita als Estats Units i el Canadà.

## Subespècies
- T. s. sirtalis (Linnaeus, 1758)
- T. s. parietalis (Say, 1823)
- T. s. infernalis (Blainville, 1835)
- T. s. concinnus (Hallowell, 1852)
- T. s. dorsalis (Baird i Girard, 1853)
- T. s. pickeringii (Baird i Girard, 1853)
- T. s. tetrataenia (Cope, 1875)
- T. s. semifasciatus (Cope, 1892)
- T. s. pallidulus Allen, 1899
- T. s. annectens B.C. Brown, 1950
- T. s. fitchi Fox, 1951
- T. s. similis Rossman, 1965
- T. s. lowei W. Tanner, 1988